# Centre national du rugby
Pour les articles homonymes, voir CNR.
Le Centre national du rugby (CNR) est implanté à Linas et Marcoussis dans l'Essonne au lieu-dit Bellejame depuis 2002, d'où la double appellation Centre national de rugby de Linas-Marcoussis ou Centre national de rugby de Bellejame.
Le centre, installé sur 20 hectares, appartient à la Fédération française de rugby et dispose de trois terrains en gazon naturel, deux terrains synthétiques dont un couvert et un terrain hybride. Le centre regroupe les installations d'entraînement des équipes de France et le siège de la fédération.

## Historique

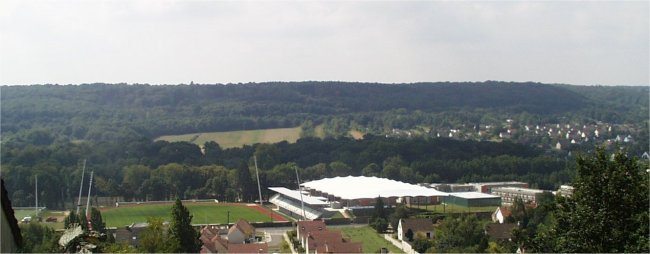
Vue sur le stade Pierre-Camou et le terrain couvert du CNR.

Les 42 hectares du domaine de Bellejame, dont une part non bâtie est sur la commune de Linas, ont été partagés. Au nord de la Salmouille, le centre est installé sur 20 hectares, dont les deux tiers sont situés sur la commune de Linas, au sud, un parc départemental a été créé. La première pierre est posée par le premier ministre Lionel Jospin le 4 avril 2001. L'inauguration a lieu en présence du président de la République Jacques Chirac le 18 novembre 2002.
Le 24 janvier 2003, les accords de Linas-Marcoussis sont signés au CNR. Ils tentaient de ramener la paix en Côte d'Ivoire en proie à la guerre civile.
Outre les installations propres aux équipes de France (terrains d'entraînement dont un couvert, salle de musculation, amphithéâtre, logement, piscine, etc), le centre accueille également des stagiaires dans la formule sport-étude : le « pôle France ». En l'absence des XV de France, les installations sont louées pour des événements ou des symposiums.
Ce centre est parfois appelé « Marcatraz » par les journalistes  en référence à la fameuse prison d'Alcatraz, pénitencier au large de San Francisco. Ce surnom reflète l'isolement total des joueurs sur le site lors des rassemblements du XV de France durant les périodes de préparation de rencontres internationales.
En 2014, le stade principal du CNR reçoit les matchs de poule et des matchs de classement de la Coupe du monde féminine de rugby à XV.
Durant l'Euro 2016, le CNR est le camp de base de l'équipe du Portugal, menée par Cristiano Ronaldo et vainqueur de la compétition.
Le 9 novembre 2018, le terrain d'honneur du Centre national du rugby est rebaptisé stade Pierre-Camou, en hommage à Pierre Camou, vice-président de la FFR responsable du CNR de 2002 à 2008 puis président de la FFR de 2008 à 2016, décédé le 15 août 2018.
En 2022, le lieu accueille le lancement du Conseil national de la refondation, nouvel organisme créé par le Président de la République Emmanuel Macron.
En 2023, le CNR est renommé Centre National de Rugby Bernard Lapasset pour rendre hommage à Bernard Lapasset, président de la FFR de 1991 à 2008.

## Direction
De sa création à 2020, le CNR est sous la responsabilité d'un vice-président de la FFR : Pierre Camou (2002 à 2008), Patrick Battut (2008 à 2016) puis Brigitte Jugla (2016 à 2020). Il est dirigé par le directeur général de la FFR, Jean-Louis Barthès jusqu'en 2016, Sébastien Conchy (2017-2021), Laurent Gabbanini (2021-2023) puis Jérémie Lecha depuis 2024.

## Pôle France
Le pôle France est un centre d’entraînement permanent basé au centre national du rugby, pris en charge par le Ministère des Sports et la Fédération française de rugby, en collaboration avec le Ministère de l'Éducation nationale, sous la responsabilité de la Direction technique nationale.
De 2002 à 2017, le pôle rassemble chaque année une trentaine de joueurs de moins de 20 ans et vise la réussite d'un projet sportif et scolaire. En 2017, à la suite d'une réorganisation de la formation française amenée par la nouvelle gouvernance de la FFR, le pôle France masculin est décentralisé, avec le partenariat de centres de formation agréés. Un pôle France féminin est créé.
En 2011, le Centre national du rugby de Marcoussis fait l'objet d'une série documentaire de Bruno Sevaistre intitulé A l'école du rugby sur les jeunes espoirs du Pôle France.

### Joueurs du XV de France
Plusieurs joueurs du XV de France sont passés par le pôle France de Marcoussis, dont[réf. nécessaire] :
- Mathieu Bastareaud
- Lionel Beauxis
- Yann David
- Benjamin Fall
- Florian Fritz (2002-2003)
- Jean-Marc Doussain (2008-2009)
- Morgan Parra

### Encadrement
- Directeur sportif : Jean-Claude Skrela
- Responsable du pôle France : Christophe Mombet

### Les promotions masculines

#### Pôle France 2002-2003: Promotion Bellejame
La première promotion porte le nom du domaine de Bellejame, lieu où s'est installé le centre national du rugby.
| Nom                            | Date de naissance | Poste                  | Club en 2002-2003            | Sélections (Pts marqués) | Première sélection |
| ------------------------------ | ----------------- | ---------------------- | ---------------------------- | ------------------------ | ------------------ |
| Marc Baget                     | 5 septembre 1984  | Troisième ligne centre | Biarritz olympique           | -                        | -                  |
| Alexandre Bastin               | 9 juin 1984       | Pilier                 | ASM Clermont Auvergne        | -                        | -                  |
| Thomas Bouquié                 | 19 janvier 1984   | Arrière                | USA Perpignan                | -                        | -                  |
| Romain Cabannes                | 2 décembre 1984   | Centre                 | Stade montois                | -                        | -                  |
| Denis Cabreton                 | 15 avril 1984     | Troisième ligne aile   | Biarritz olympique           | -                        | -                  |
| Mickaël Campeggia              | 22 juin 1984      | Demi de mêlée          | CS Bourgoin-Jallieu          | -                        | -                  |
| Yohann Charlon                 | 13 novembre 1984  | Deuxième ligne         | Lyon olympique universitaire | -                        | -                  |
| Guillaume Combes               | 17 février 1984   | Demi de mêlée          | RC Narbonne                  | -                        | -                  |
| Laurent Dauliach               | 3 janvier 1984    |                        | USA Perpignan                | -                        | -                  |
| Florian Fritz                  | 17 janvier 1984   | Centre                 | CS Bourgoin-Jallieu          | 34 (24)                  | 2005               |
| Gérald Gambetta                | 22 avril 1984     | Troisième ligne aile   | CS Bourgoin-Jallieu          | -                        | -                  |
| Fabien Gengenbacher            | 13 avril 1984     | Arrière                | CS Bourgoin-Jallieu          | -                        | -                  |
| Shaun Hegarty                  | 1er mars 1984     | Centre                 | Biarritz olympique           | -                        | -                  |
| Virgile Lacombe                | 7 juillet 1984    | Talonneur              | Stade toulousain             | -                        | -                  |
| Fabien Laurent                 | 20 juillet 1984   | Troisième ligne aile   | CA Brive                     | -                        | -                  |
| Régis Lespinas                 | 6 octobre 1984    | Demi d'ouverture       | CA Brive                     | -                        | -                  |
| Mirko Lozupone                 | 29 juillet 1984   | Talonneur              | ASM Clermont Auvergne        | -                        | -                  |
| Arnaud Mathet                  | 3 janvier 1984    | Ailier                 | Stade toulousain             | -                        | -                  |
| Sébastien Mercier              | 26 septembre 1984 | Centre                 | USA Perpignan                | -                        | -                  |
| Sylvain Mirande                | 30 juin 1984      | Centre                 | SU Agen                      | -                        | -                  |
| Frédéric Montagnat             | 29 avril 1984     | Talonneur              | CS Bourgoin-Jallieu          | -                        | -                  |
| Jean-Baptiste Peyras-Loustalet | 5 janvier 1984    | Arrière                | Section paloise              | 1 (0)                    | 2008               |
| Guillaume Ribes                | 18 novembre 1984  | Talonneur              | US Colomiers                 | -                        | -                  |
| Stéphan Vitalla                | 23 mars 1984      | Talonneur              | SU Agen                      | Espagne                  | -                  |

#### Pôle France 2003-2004: Promotion Robert Paparemborde
La deuxième promotion porte le nom de l'ancien pilier international aux 52 sélections, Robert Paparemborde, décédé le 18 avril 2001.
| Nom                     | Date de naissance | Poste                  | Club en 2003-2004     | Sélections (Pts marqués) | Première sélection |
| ----------------------- | ----------------- | ---------------------- | --------------------- | ------------------------ | ------------------ |
| Lionel Beauxis          | 24 octobre 1985   | Demi d'ouverture       | Section paloise       | 23 (128)                 | 2007               |
| Vassili Bost            | 28 avril 1985     | Troisième ligne aile   | CA Périgueux          | -                        | -                  |
| Matthieu Bourret        | 26 avril 1985     | Ailier                 | USA Perpignan         | -                        | -                  |
| Laurent Cabarry         | 18 janvier 1985   | Pilier                 | Stade montois         | -                        | -                  |
| Florian Cazalot         | 22 avril 1985     | Pilier ou Talonneur    | Section paloise       | -                        | -                  |
| Damien Chouly           | 27 janvier 1985   | Troisième ligne centre | CA Brive              | 46 (15)                  | 2007               |
| Fabien Cibray           | 15 octobre 1985   | Demi de mêlée          | Section paloise       | -                        | -                  |
| Benjamin Dambielle      | 15 juillet 1985   | Arrière                | FC Auch               | -                        | -                  |
| Thomas Delgado          | 17 février 1985   | Centre                 |                       | -                        | -                  |
| Florian Denos           | 20 mai 1985       | Arrière                | Stade toulousain      | -                        | -                  |
| Thomas Dhalluin         | 6 avril 1985      | Troisième ligne aile   | FC Auch               | -                        | -                  |
| Denys Drozdz            | 12 juin 1985      | Deuxième ligne         | CA Brive              | -                        | -                  |
| Arnaud Epito            | 6 décembre 1985   | Troisième ligne aile   | Section paloise       | -                        | -                  |
| Emmanuel Felsina        | 22 mai 1985       | Pilier                 | Paris université club | -                        | -                  |
| Benjamin Gaillardet     | 12 mai 1985       | Arrière                | US Dax                | -                        | -                  |
| Arnaud Héguy            | 23 janvier 1985   | Talonneur              | Aviron bayonnais      | -                        | -                  |
| Loïc Jacquet            | 31 mars 1985      | Deuxième ligne         | ASM Clermont Auvergne | 4 (0)                    | 2006               |
| Julien Jeuvrey          | 18 avril 1985     | Arrière                | Stade dijonnais       | -                        | -                  |
| Thibault Lacroix        | 14 mai 1985       | Centre                 | Biarritz olympique    | 2 (0)                    | 2008               |
| Steve Malonga           | 1er avril 1985    | Troisième ligne aile   | RC Massy              | -                        | -                  |
| Yohan Montès            | 7 février 1985    | Pilier                 | Stade français Paris  | -                        | -                  |
| Nicolas Pardo           | 6 juillet 1985    | Ailier                 |                       | -                        | -                  |
| Laurent Sempéré         | 9 juillet 1985    | Talonneur              | USA Perpignan         | -                        | -                  |
| Sébastien Tillous-Borde | 29 avril 1985     | Demi de mêlée          | FC Oloron             | 19 (15)                  | 2008               |

#### Pôle France 2004-2005: Promotion Jean-Pierre Rives
La troisième promotion porte le nom de l'ancien troisième ligne et capitaine de l'équipe de France Jean-Pierre Rives (59 sélections).
| Nom                | Date de naissance | Poste                | Club en 2004-2005     | Sélections (Pts marqués) | Première sélection |
| ------------------ | ----------------- | -------------------- | --------------------- | ------------------------ | ------------------ |
| Yannick Artigues   | 28 août 1986      | Demi de mêlée        |                       | -                        | -                  |
| Nicolas Barthomeuf | 5 février 1986    | Troisième ligne aile | ASM Clermont Auvergne | -                        | -                  |
| Aurélien Béco      | 12 mars 1986      | Troisième ligne aile | CA Brive              | Portugal                 | 2009               |
| Thierry Brana      | 6 février 1986    | Ailier               | Stade français Paris  | -                        | -                  |
| Adrien Chalmin     | 21 juillet 1986   | Deuxième ligne       | ASM Clermont Auvergne | -                        | -                  |
| Alexandre Ducasse  | 17 juin 1986      | Pilier ou Talonneur  | Racing Club de France | -                        | -                  |
| Thibault Duvallet  | 27 mai 1986       | Demi d'ouverture     | CA Périgueux          | -                        | -                  |
| Yann Fior          | 19 juin 1986      | Ailier               | Stade montois         | -                        | -                  |
| Florent Fourcade   | 5 février 1986    | Troisième ligne aile | Castres olympique     | -                        | -                  |
| Marc Giraud        | 27 février 1986   | Troisième ligne aile | Stade toulousain      | -                        | -                  |
| Fabien Grimaud     | 7 avril 1986      | Ailier               | Stade dijonnais       | -                        | -                  |
| Guilhem Guirado    | 17 juin 1986      | Talonneur            | USA Perpignan         | 74 (40)                  | 2008               |
| Julien Ledevedec   | 4 juin 1986       | Deuxième ligne       | Stade toulousain      | 5 (0)                    | 2016               |
| Bogdan Leonte      | 13 mai 1986       | Troisième ligne aile | CS Bourgoin-Jallieu   | -                        | -                  |
| Brice Mach         | 2 avril 1986      | Talonneur            | USA Perpignan         | 3 (0)                    | 2014               |
| Mathieu Maumus     | 25 mai 1986       | Pilier               | CA Lannemezan         | -                        | -                  |
| Maxime Médard      | 16 novembre 1986  | Ailier               | Stade toulousain      | 63 (73)                  | 2008               |
| Maxime Mermoz      | 28 juillet 1986   | Centre               | Stade toulousain      | 35 (15)                  | 2008               |
| Arnaud Mignardi    | 1er novembre 1986 | Centre               | FC Auch               | 2 (0)                    | 2007               |
| Damien Neveu       | 29 juin 1986      | Demi de mêlée        | CA Périgueux          | -                        | -                  |
| Grégory Parriel    | 2 mars 1986       | Talonneur            |                       | -                        | -                  |
| Charles Platek     | 12 octobre 1986   | Arrière              | CA Périgueux          | -                        | -                  |
| Patrice Quendolo   |                   |                      |                       | -                        | -                  |
| Arnaud Ramey       | 4 février 1986    | Pilier               | RC Narbonne           | -                        | -                  |
| François Trinh-Duc | 11 novembre 1986  | Demi d'ouverture     | Montpellier HRC       | 66 (93)                  | 2008               |
| Damien Weber       | 11 janvier 1986   | Pilier               | Stade dijonnais       | -                        | -                  |

#### Pôle France 2005-2006: Promotion Jean Prat

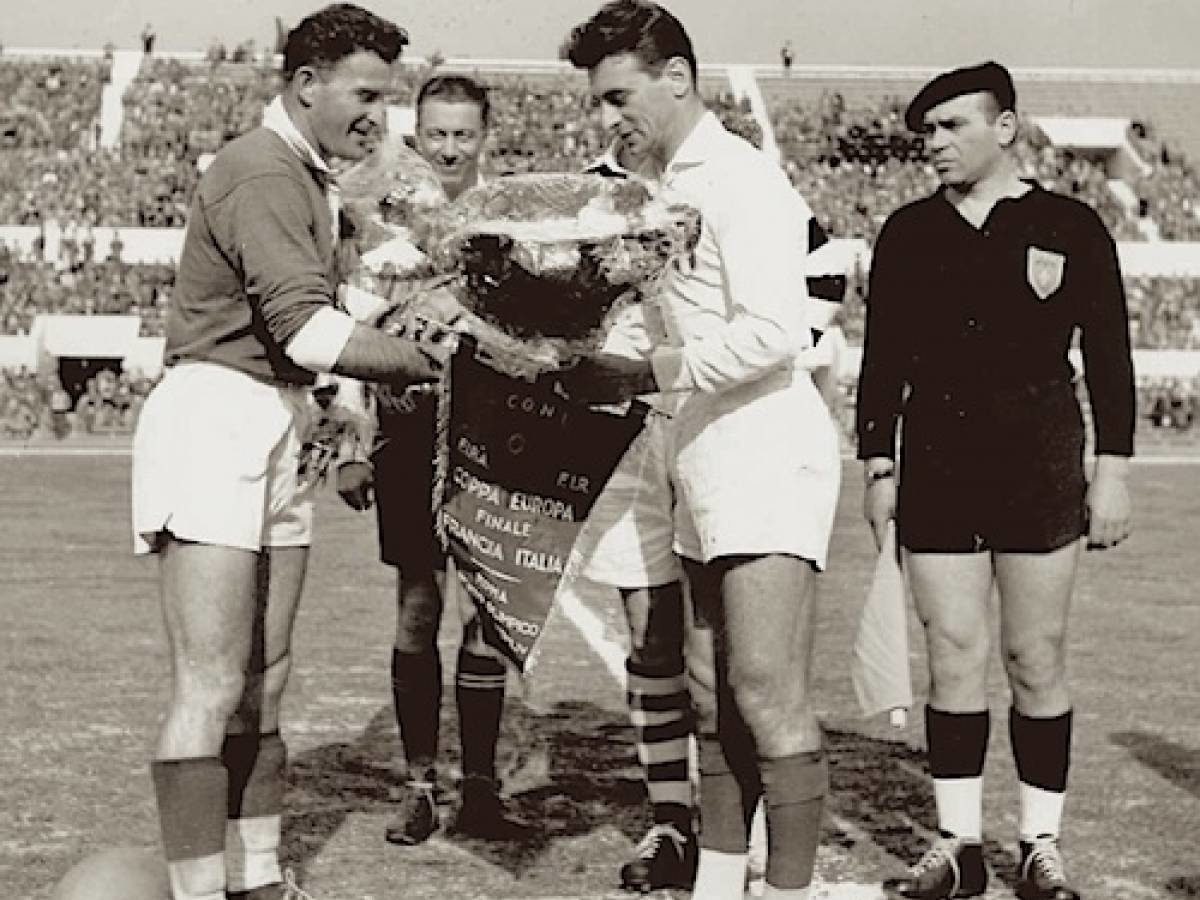
Finale France-Italie de la Coupe d'Europe de rugby à XV 1954, au stade des Cent mille (maintenant stade olympique) de Rome. Les capitaines Jean Prat (à gauche) et Paolo Rosi s'échangent leurs fanions.

La quatrième promotion porte le nom de Jean Prat, ancien international français (51 sélections), au poste de troisième ligne aile, puis premier entraîneur officiel de l'équipe de France.
| Nom                    | Date de naissance | Poste                  | Club en 2005-2006     | Sélections (Pts marqués) | Première sélection |
| ---------------------- | ----------------- | ---------------------- | --------------------- | ------------------------ | ------------------ |
| Julien Andoque         | 30 avril 1987     | Pilier                 | Stade toulousain      | -                        | -                  |
| Mathieu Bastareaud     | 17 septembre 1988 | Centre                 | RC Massy              | 54 (25)                  | 2009               |
| Mathieu Belie          | 20 février 1988   | Demi d'ouverture       | Stade toulousain      | Espagne                  | 2016               |
| Benoît Bonetti         | 3 avril 1987      | Demi d'ouverture       | RC Massy              | -                        | -                  |
| Maxime Carabignac      | 10 février 1987   | Demi de mêlée          | SU Agen               | -                        | -                  |
| Stéphane Clément       | 3 septembre 1987  | Pilier                 | Stade toulousain      | -                        | -                  |
| Thomas Combezou        | 26 janvier 1987   | Centre                 | ASM Clermont Auvergne | -                        | -                  |
| Benjamin Dechartres    | 29 décembre 1987  | Deuxième ligne         |                       | -                        | -                  |
| Thibault Dubarry       | 24 novembre 1987  | Deuxième ligne         | CA Brive              | -                        | -                  |
| Julien Fumat           | 26 mars 1987      | Centre                 | Section paloise       | -                        | -                  |
| Jean-Philippe Genevois | 3 février 1987    | Talonneur              | CS Bourgoin-Jallieu   | -                        | -                  |
| Damien Lagrange        | 4 juillet 1987    | Deuxième ligne         | Aviron bayonnais      | -                        | -                  |
| Pierre-Gilles Lakafia  | 12 mars 1987      | Ailier                 | FC Grenoble           | France 7                 | 2013               |
| Thibault Lassalle      | 22 août 1987      | Deuxième ligne         | FC Oloron             | -                        | -                  |
| Albin Louchard         | 19 février 1987   | Deuxième ligne         | CS Bourgoin-Jallieu   | -                        | -                  |
| Pierre Martellière     |                   |                        | Stade rochelais       | -                        | -                  |
| Jean Monribot          | 11 octobre 1987   | Troisième ligne aile   | SU Agen               | -                        | -                  |
| Alexis Palisson        | 9 septembre 1987  | Ailier                 | CA Brive              | 21 (10)                  | 2008               |
| Morgan Parra           | 15 novembre 1988  | Demi de mêlée          | CS Bourgoin-Jallieu   | 71 (370)                 | 2008               |
| Matthieu Petitdemange  | 10 avril 1987     | Troisième ligne centre | Montpellier HRC       | -                        | -                  |
| Benjamin Sore          | 8 février 1987    | Pilier                 | SU Agen               | -                        | -                  |
| Julien Tastet          | 27 janvier 1987   | Troisième ligne aile   | Stade montois         | -                        | -                  |
| Simon Ternisien        | 1er avril 1987    | Centre                 | US Mouguerre          | -                        | -                  |
| Adrien Tomas           | 17 mars 1988      | Demi de mêlée          | Montpellier HRC       | -                        | -                  |
| Thomas Vervoort        | 1er avril 1987    | Deuxième ligne         | RC Toulon             | Belgique                 | 2017               |

#### Pôle France 2006-2007: Promotion Guy Basquet
La cinquième promotion porte le nom de Guy Basquet, ancien international français (33 sélections) au poste de troisième ligne centre ou aile, décédé le 1er février 2006.
| Nom                  | Date de naissance | Poste                  | Club en 2006-2007     | Sélections (Pts marqués) | Première sélection |
| -------------------- | ----------------- | ---------------------- | --------------------- | ------------------------ | ------------------ |
| Nicolas Agnesi       | 9 septembre 1988  | Pilier                 | RC Toulon             | -                        | -                  |
| Mathieu Bastareaud   | 17 septembre 1988 | Centre                 | RC Massy              | 54 (25)                  | 2009               |
| Mathieu Belie        | 20 février 1988   | Demi d'ouverture       | Stade toulousain      | Espagne                  | 2016               |
| Émile Cailleaud      | 2 décembre 1988   | Ailier                 |                       | -                        | -                  |
| Djibril Camara       | 22 juin 1989      | Ailier                 | Stade français Paris  | 4 (0)                    | 2016               |
| Arthur Chollon       | 15 décembre 1988  | Troisième ligne aile   | Stade français Paris  | -                        | -                  |
| Cédric Coll          | 8 août 1988       | Demi d'ouverture       | USA Perpignan         | -                        | -                  |
| Yann David           | 15 avril 1988     | Centre                 | CS Bourgoin-Jallieu   | 4 (0)                    | 2008               |
| Mickael De Marco     | 22 avril 1989     | Deuxième ligne         | Montpellier HRC       | Espagne                  | -                  |
| Romain Dibel         | 29 avril 1988     | Troisième ligne aile   | Stade français Paris  | -                        | -                  |
| Bastien Fitte        | 28 juin 1988      | Centre                 | Union Bordeaux Bègles | -                        | -                  |
| Wesley Fofana        | 20 janvier 1988   | Centre                 | Paris université club | 48 (75)                  | 2012               |
| Anthony Giacobazzi   | 15 juin 1988      | Demi de mêlée          | RC Toulon             | -                        | -                  |
| Erwann Iapteff       | 17 mars 1988      | Pilier                 | CS Bourgoin-Jallieu   | -                        | -                  |
| Adam Jaulhac         | 31 janvier 1988   | Deuxième ligne         | CA Brive              | -                        | -                  |
| Dov Kosse            | 3 novembre 1988   | Troisième ligne aile   | RC Massy              | Côte d'Ivoire            | 2017               |
| Raphaël Lakafia      | 28 août 1988      | Troisième ligne centre | FC Grenoble           | 4 (0)                    | 2011               |
| Yoann Maestri        | 14 janvier 1988   | Deuxième ligne         | RC Toulon             | 62 (5)                   | 2012               |
| Jordan Merle         | 26 février 1988   | Talonneur              | CS Bourgoin-Jallieu   | -                        | -                  |
| Raphaël Olive        | 17 février 1988   | Pilier                 |                       | Belgique                 | 2013               |
| Morgan Parra         | 15 novembre 1988  | Demi de mêlée          | CS Bourgoin-Jallieu   | 71 (370)                 | 2008               |
| Alexandre Pellicier  | 22 juillet 1989   | Troisième ligne aile   | Stade français Paris  | -                        | -                  |
| Antonin Raffault     | 18 février 1989   | Talonneur              | ASM Clermont Auvergne | -                        | -                  |
| Jean-Baptiste Roidot | 9 mars 1988       | Deuxième ligne         | Biarritz olympique    | -                        | -                  |
| Adrien Tomas         | 17 mars 1988      | Demi de mêlée          | Montpellier HRC       | -                        | -                  |
| Khaled Zagar         | 27 juillet 1988   | Ailier                 | RC Toulon             | -                        | -                  |

#### Pôle France 2007-2008: Promotion Albert Ferrasse

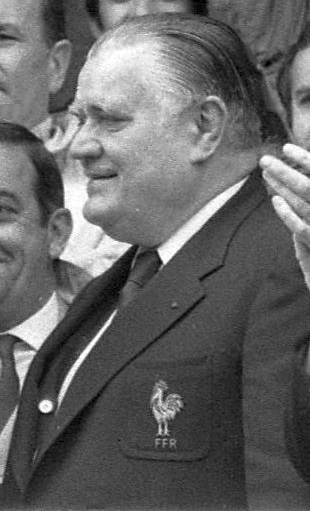
Albert Ferrasse en 1985.

La sixième promotion porte le nom de Albert Ferrasse, ancien président de la Fédération française de rugby de 1968 à 1991.
| Nom                   | Date de naissance | Poste                | Club en 2007-2008     | Sélections (Pts marqués) | Première sélection |
| --------------------- | ----------------- | -------------------- | --------------------- | ------------------------ | ------------------ |
| Pierre Bernard        | 31 janvier 1989   | Demi d'ouverture     | Aviron bayonnais      | -                        | -                  |
| Russlan Boukerou      | 16 décembre 1989  | Deuxième ligne       | Stade toulousain      | -                        | -                  |
| Yann Brethous         | 27 mai 1989       | Troisième ligne aile | Stade montois         | -                        | -                  |
| Florian Cazenave      | 30 décembre 1989  | Demi de mêlée        | USA Perpignan         | -                        | -                  |
| Geoffrey Doumayrou    | 16 septembre 1989 | Centre               | Montpellier HRC       | 13 (0)                   | 2017               |
| Alexandre Dumoulin    | 24 août 1989      | Centre               | CS Bourgoin-Jallieu   | 8 (0)                    | 2014               |
| Benjamin Fall         | 3 mars 1989       | Ailier               | Union Bordeaux Bègles | 14 (15)                  | 2009               |
| Alexandre Flanquart   | 9 octobre 1989    | Deuxième ligne       | Stade français Paris  | 22 (0)                   | 2013               |
| Léo Griffoul          | 22 septembre 1989 | Arrière              | RC Narbonne           | -                        | -                  |
| Jérémy Guillot        | 15 mai 1989       | Troisième ligne aile | CS Bourgoin-Jallieu   | -                        | -                  |
| Sofiane Guitoune      | 27 mars 1989      | Ailier               | SU Agen               | 9 (15)                   | 2013               |
| Baptiste Hezard       | 2 octobre 1989    | Deuxième ligne       | ASM Clermont Auvergne | -                        | -                  |
| Julien Jané           | 12 septembre 1989 | Ailier               | AS Béziers            | -                        | -                  |
| Alexandre Lapandry    | 13 avril 1989     | Troisième ligne aile | ASM Clermont Auvergne | 13 (10)                  | 2009               |
| Wenceslas Lauret      | 28 mars 1989      | Troisième ligne aile | Biarritz olympique    | 27 (5)                   | 2010               |
| Sébastien Miro        | 22 avril 1989     | Talonneur            | Stade toulousain      | -                        | -                  |
| Jérôme Mondoulet      | 2 juillet 1989    | Deuxième ligne       | SU Agen               | -                        | -                  |
| Vincent Mutel         | 13 juin 1989      | Deuxième ligne       | Section paloise       | -                        | -                  |
| Guillaume Namy        | 3 avril 1989      | Centre ou ailier     | CA Brive              | -                        | -                  |
| Alexandre Pellicier   | 22 juillet 1989   | Troisième ligne aile | Stade français Paris  | -                        | -                  |
| Antoine Pepers        |                   |                      | RC Massy              | -                        | -                  |
| Ludovic Radosavljevic | 17 août 1989      | Demi de mêlée        | Pays d'Aix rugby club | -                        | -                  |
| Antonin Raffault      | 18 février 1989   | Talonneur            | Biarritz olympique    | -                        | -                  |
| Rabah Slimani         | 18 octobre 1989   | Pilier               | Stade français Paris  | 57 (20)                  | 2013               |
| Laurent Tranier       | 16 novembre 1989  | Centre               | Stade toulousain      | -                        | -                  |
| Quentin Valançon      | 31 mars 1989      | Centre ou ailier     | Stade français Paris  | -                        | -                  |
| Yvan Watremez         | 21 avril 1989     | Pilier               | Stade toulousain      | 1 (0)                    | 2012               |

#### Pôle France 2008-2009: Promotion Michel Crauste

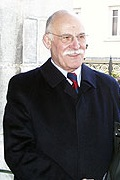
Michel Crauste en 2005.

La septième promotion porte le nom de Michel Crauste, ancien international français (62 sélections) évoluant au poste de troisième ligne aile ou centre.
| Nom                | Date de naissance | Poste                | Club en 2007-2008   | Sélections (Pts marqués) | Première sélection |
| ------------------ | ----------------- | -------------------- | ------------------- | ------------------------ | ------------------ |
| Gilles Arnaudiès   | 15 juillet 1990   | Troisième ligne aile | USA Perpignan       | -                        | -                  |
| Alexi Balès        | 30 mai 1990       | Demi de mêlée        | SU Agen             | -                        | -                  |
| Romain Barthélémy  | 25 janvier 1990   | Demi d'ouverture     | RC Toulon           | -                        | -                  |
| Gilles Bosch       | 12 juillet 1990   | Demi d'ouverture     | USA Perpignan       | -                        | -                  |
| Rédouane Boussetta | 29 janvier 1990   | Pilier               |                     | -                        | -                  |
| Julien Cabannes    | 9 janvier 1990    | Ailier               | Stade montois       | -                        | -                  |
| Camille Canivet    | 7 mars 1990       | Ailier               |                     | -                        | -                  |
| Jean-Marc Doussain | 12 février 1991   | Demi de mêlée        | Stade toulousain    | 17 (41)                  | 2011               |
| Antoine Erbani     | 7 février 1990    | Troisième ligne aile | SU Agen             | -                        | -                  |
| Baptiste Gay       | 21 mars 1990      | Deuxième ligne       |                     | -                        | -                  |
| Gaëtan Germain     | 2 juillet 1990    | Arrière              | CS Bourgoin-Jallieu | -                        | -                  |
| Mathieu Giudicelli | 7 février 1990    | Pilier               | Montpellier HR      | -                        | -                  |
| Kevin Gourdon      | 23 janvier 1990   | Troisième ligne aile | ASM Clermont        | 19 (0)                   | 2016               |
| Mickaël Ivaldi     | 20 février 1990   | Talonneur            | RC Toulon           | -                        | -                  |
| Clément Lagain     | 2 juin 1990       | Ailier               | Aviron bayonnais    | -                        | -                  |
| Gwendal Lamache    | 22 janvier 1990   | Pilier               |                     | -                        | -                  |
| Rémi Lamerat       | 14 janvier 1990   | Centre               | Stade toulousain    | 19 (10)                  | 2014               |
| Sébastien Mazet    | 6 février 1990    | Deuxième ligne       |                     | -                        | -                  |
| Tanguy Molcard     | 23 juin 1989      | Troisième ligne aile | USA Perpignan       | -                        | -                  |
| Victor Paquet      | 6 octobre 1990    | Pilier               | Stade toulousain    | Belgique                 | -                  |
| Benjamin Petre     | 4 janvier 1990    | Centre               | SU Agen             | -                        | -                  |
| Benoît Sicart      | 23 avril 1990     | Arrière              | Montpellier HR      | -                        | -                  |
| Jérémy Sinzelle    | 2 juillet 1990    | Ailier               | RC Toulon           | -                        | -                  |
| Romain Taofifénua  | 14 septembre 1990 | Deuxième ligne       | USA Perpignan       | 14 (5)                   | 2012               |
| David Tarroque     | 11 juillet 1987   | Pilier               | Stade toulousain    | -                        | -                  |

#### Pôle France 2009-2010: Promotion Jacques Fouroux

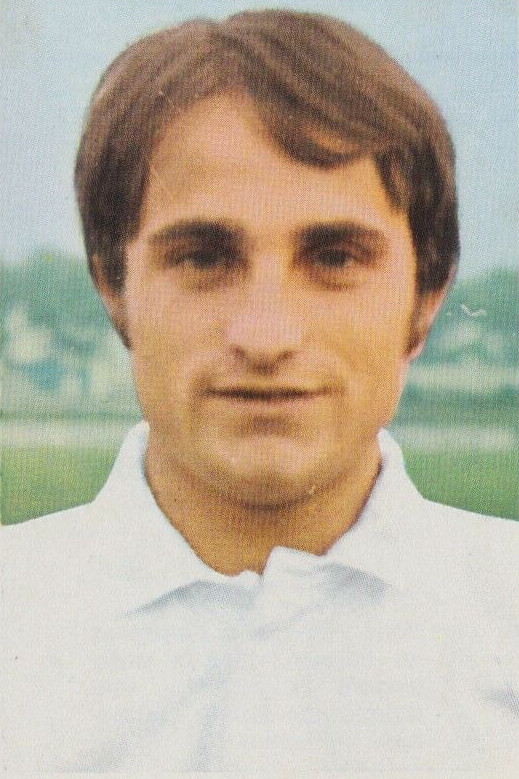
Jacques Fouroux en 1971.

La huitième promotion porte le nom de Jacques Fouroux, ancien capitaine, 27 sélections au poste de demi de mêlée, puis entraîneur de l'équipe de France de 1981 à 1990.
- Jean-Pascal Barraque
- Mohamed Boughanmi
- Clément Bourgeois
- Vincent Calas
- Lucas Cazac
- Romain Colliat
- Julien Come
- Paul Couet-Lannes
- William Demotte
- Walter Desmaison
- Baptiste Gabriel
- Gillian Galan
- Kevin Gimeno
- Antoine Guillamon
- Pierre Julien
- Thomas Larrieu
- Yann Lesgourgues
- Johann Lourdelet
- Mathias Marie
- Vincent Martin
- Alexandre Mourot
- Marvin O'Connor
- Clément Otazo
- Geoffrey Palis
- Maxime Payen
- Chérif Slimani
- Léonard Vignon
- Thibault Visensang

#### Pôle France 2010-2011: Promotion Adrien Chalmin
La neuvième promotion porte le nom d'Adrien Chalmin, membre de la promotion Jean-Pierre Rives du pôle France en 2004-2005 et capitaine de l’équipe de France de rugby en fauteuil.
- Yohann Artru
- Raphaël Carbou
- Fabrice Catala
- Bastien Chalureau
- Karl Chateau
- Andrew Chauveau
- Alexandre Derrien
- Darly Domvo
- Tom Ecochard
- Jean-Charles Findinde
- Kévin Firmin
- Florian Fresia
- Bastien Fuster
- Kélian Galletier
- Pierre Gayraud
- Julien Kazubek
- Thomas Laranjeira
- Vincent Martin
- Jordan Matier
- Julien Moretto
- Clément Otazo
- Julien Plantade
- Jefferson Poirot
- Benjamin Pouyenne-Vignau
- Jean-Bernard Pujol
- Étienne Quiniou
- Sébastien Taofifénua

#### Pôle France 2011-2012: Promotion René Deleplace
La dixième promotion porte le nom de René Deleplace, ancien entraîneur de rugby à XV, reconnu comme le premier grand théoricien du rugby français.
Rugby à XV
- Johan Aliouat
- Clément Ancely
- Mathieu Barres
- Steevy Cerqueira
- Pascal Cotet
- Jean-Baptiste Custoja
- Yohan Domenech
- Louis Durbesson
- Julien Farnoux
- Gaël Fickou
- Romain Hollet
- Paul Jedrasiak
- Gabriel Lacroix
- Anderson Neisen
- Quentin Pilet
- Thibaut Regard
- Marco Tauleigne
- Teddy Thomas
- Christopher Tolofua
- Khatchik Vartanov
- Clément Vernezoul
- Florian Vialelle

Rugby à 7
- Freddy Cabantous
- Baptiste Douillard
- Romain Fernandez
- Jonathan Laugel
- Stéphane Onambele
- Enzo Selponi
- Jean-Yves Zebango

#### Pôle France 2012-2013: Promotion Benoît Dauga
La onzième promotion porte le nom de Benoît Dauga, ancien international français (63 sélections) évoluant au poste de deuxième ligne ou troisième ligne centre.
- François Bouvier
- Thomas Bouyxou
- Robinson Caire
- Yacouba Camara
- Rémy Chies
- Adrien Corbex
- François Cros
- Arthur Dentresangle
- Baptiste Douillard
- Étienne Dussartre
- Julien Gardey
- Kylan Hamdaoui
- Julien Hériteau
- Oleg Ishchenko
- Loïck Jammes
- Thomas Jolmès
- Félix Lambey
- Yohan Le Bourhis
- Jean-Blaise Lespinasse
- Vincent Mallet
- Anthony Meric
- Nicolas Metge
- Raphaël Molcard
- Julien Nibert
- Stephen Parez
- Baptiste Perrot
- Tommy Raynaud
- Paulin Riva
- Anthony Rochet
- Romain Ruffenach
- Baptiste Serin
- Jean-Baptiste Singer

#### Pôle France 2013-2014: Promotion Michel Serres

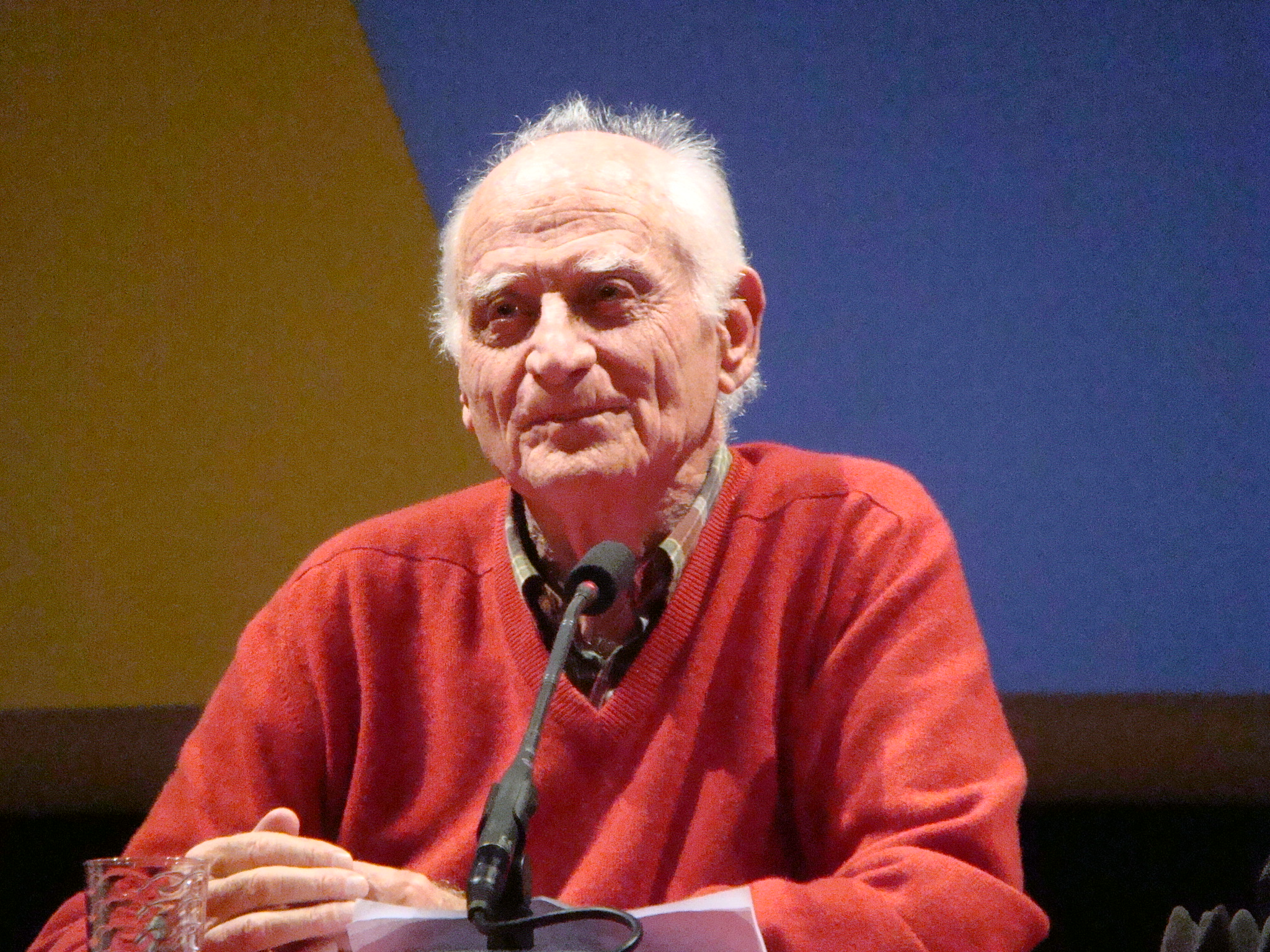
Michel Serres en 2011.

La douzième promotion porte le nom de Michel Serres, philosophe, historien des sciences et homme de lettres français.
- Alexis Armary
- Robin Aulas
- Lucas Bachelier
- Lucas Blanc
- Charlie Cassang
- Camille Chat
- Simon Courcoul
- Valentin Destruels
- Martin Devergie
- Guillaume Ducat
- William Ebongue Sipamio
- Samuel Faconnier
- François Fontaine
- Thomas Fortunel
- Léo Ghirard
- Thomas Jolmès
- Tristan Labouteley
- Quentin Lespiaucq-Brettes
- Sekou Macalou
- Lucas Meret
- Anthony Meric
- Baptiste Rousset
- Fabien Sanconnie
- Michaël Simutoga
- Hadrien Vaslin

#### Pôle France 2014-2015: Promotion William Sipamio Ebongue
La treizième promotion porte le nom de William Sipamio Ebongue, membre de la promotion Michel Serres du pôle France en 2013-2014, décédé le 27 mai 2014 à la suite d'un arrêt cardiaque brutal dans sa chambre du centre de formation du Racing Métro 92.
- Robin Aulas
- Yohan Beheregaray
- Anthony Belleau
- Judicaël Cancoriet
- Clément Castets
- Yann De Fauverge
- Guillaume Ducat
- Florian Dufour
- Antoine Dupont
- Faraj Fartass
- Alexandre Gracbling
- Jean-Baptiste Grenod
- Théo Hannoyer
- Anthony Jelonch
- Dorian Laborde
- Martin Laveau
- Alexandre Nicoué
- Boris Palu
- Hugo Pirlet
- Franck Pourteau
- Karim Qadiri
- Arthur Retière
- Pierre Reynaud
- Eliott Roudil
- Atila Septar
- Michaël Simutoga
- Selevasio Tolofua
- Sacha Valleau
- Florian Verhaeghe
- Matthieu Voisin
- Quentin Walcker

#### Pôle France 2015-2016: Promotion Wanda Noury
La treizième promotion porte le nom de Wanda Noury, membre du comité directeur de la Fédération française de rugby de 1995 à 2008 et de nouveau depuis 2012. En 1995, elle est la première femme élue au comité directeur.
- Daniel Brennan
- Mickaël Capelli
- Pierre Commenge
- Fernandez Correa
- Baptiste Couilloud
- Thomas Darmon
- Nathan Decron
- Florian Dufour
- Elyas El Ansari
- Faraj Fartass
- Jessy Jegerlehner
- Thomas Laclayat
- Théo Millet
- Willy Ndiaye
- Alexandre Nicoué
- Baptiste Pesenti
- Florent Revert
- Julien Ruaud
- Valentin Sese
- Lucas Tauzin
- Selevasio Tolofua
- Nathan Torest

#### Pôle France 2016-2017: Promotion André Peytavin
La quatorzième promotion porte le nom de André Peytavin, ancien arbitre international de rugby et inspecteur de l'éducation nationale.
- Pierre-Henri Azagoh
- Pierre-Louis Barassi
- Teddy Baubigny
- Ugo Boniface
- Simon-Pierre Chauvac
- Dorian Cler
- Arthur Coville
- Julien Delbouis
- Iban Etcheverry
- Jules Even
- Killian Geraci
- Enzo Hardy
- Baptiste Heguy
- Adrien Jozroland
- Hassane Kolingar
- Maxime Lamothe
- Clément Laporte
- Walid Maamry
- Maxime Marty
- Romain Ntamack
- Adrien Seguret
- Lucas Tharin
- Adrien Vigne
- Cameron Woki

#### Pôle France 2019-2020
La promotion est constituée d'un groupe élargi de quarante-six joueurs.
- Enzo Baggiani
- Victor Bazin
- Andy Bordelai
- Alexandre Borie
- Joshua Brennan
- Théo Costossèque
- Simon Désert
- Thomas Dolhagaray
- Erwan Dridi
- Martin Dulon
- Ethan Dumortier
- Eli Eglaine
- Nelson Épée
- Maxime Espeut
- Romain Fusier
- Baptiste Germain
- Mickaël Guillard
- Matthias Haddad
- Thibault Hamonou
- Hugo Hermet
- Nathanaël Hulleu
- Jordan Joseph
- Pierre Jutge
- Théo Lachaud
- Mattéo Le Corvec
- Nolann Le Garrec
- Sacha Lotrian
- Paul Mallez
- Gauthier Maravat
- Gabin Michet
- Yoram Moefana
- Régis Montagne
- Joris Moura
- Pierre-Samuel Pacheco
- Yann Peysson
- Thomas Ployet
- Calum Randle
- Paul Recor
- Edgar Retière
- Cheikh Tiberghien
- Killian Tixeront
- Noé Valles
- Florent Vanverberghe
- Tani Vili
- Adrien Warion
- Fabien Witz

#### Pôle France 2020-2021
Pour cette promotion, la FFR intègrent quarante-six joueurs.
- Léo Barré
- Maxime Baudonne
- Axel Bevia
- Daniel Bibi Biziwu
- Louis Bielle-Biarrey
- Benjamin Boudou
- Joshua Brennan
- Thomas Carol
- Thibault Debaes
- Simon Désert
- Nelson Épée
- Akato Fakatika
- Nathan Farissier
- Mateo Garcia
- Théo Giral
- Matthias Haddad
- Matthias Halagahu
- Hugo Hermet
- Nathan Huguen
- Théo Idjellidaine
- Sacha Idoumi
- Henzo Kiteau
- Jean-Baptiste Lachaise
- Mattéo Le Corvec
- Nolann Le Garrec
- Wesley Lindor
- Paul Mallez
- Samuel Maximin
- Timothé Mézou
- Victor Montgaillard
- Thomas Moukoro
- Théo Ntamack
- Pierre-Emmanuel Pacheco
- Alfred Parisien
- Matis Perchaud
- Thomas Ployet
- Ethan Randle
- Edgar Retière
- Enzo Reybier
- Romain Riguet
- Kalani Robert
- Connor Sa
- Ugo Seguela
- Max Spring
- Logan Tabet
- Killian Tixeront
- Adrien Warion

### Les promotions féminines

#### Pôle France 2016-2017
- Lou Baguette (Tarbes Pyrénées rugby)
- Camille Boudaud (Stade toulousain)
- Suzie Brozda (FC Grenoble Amazones)
- Brandy Cazorla (Stade toulousain)
- Mathilde Coutouly (Stade toulousain)
- Annaëlle Deshayes (Ovalie caennaise)
- Célia Dranes (USA Perpignan)
- Caroline Drouin (Stade rennais rugby)
- Maëlle Filopon (FC Grenoble Amazones)
- Joanna Grisez (AC Bobigny 93)
- Émeline Gros (Montpellier HR)
- Iän Jason (Stade toulousain)
- Claudia Lamarre (Blagnac Saint-Orens RF)
- Maëlia Lapoujade (Stade bordelais ASPTT)
- Fiona Lecat (Stade toulousain)
- Maëla Mancip (Stade toulousain)
- Andréa Marcial (Stade bordelais ASPTT)
- Marine Ménager (Lille MRCV)
- Léa Murie (Stade bordelais ASPTT)
- Séraphine Okemba (Saracens)
- Noémie Sanch (Montpellier HR)
- Pauline Soulard (Blagnac Saint-Orens RF)
- Charlotte Torres Duxans (Blagnac Saint-Orens RF)
- Laure Touyé (Blagnac Saint-Orens RF)
- Madouss Traore (AC Bobigny 93)
- Lucie Vinacua (Stade bordelais ASPTT)

#### Pôle France 2017-2018
- Carla Arbez (Stade bordelais ASPTT)
- Lou Baguette (Stado Tarbes Pyrénées rugby)
- Justine Breyne (Stade bordelais ASPTT)
- Brandy Cazorla (Stade toulousain)
- Khoudedia Cissokho (AC Bobigny 93)
- Emma Coudert (ASM Romagnat)
- Julie Coudert (AC Bobigny 93)
- Morgane Deschamps (Stade toulousain)
- Annaëlle Deshayes (AS Rouen UC)
- Madoussou Fall (AC Bobigny 93)
- Maëlle Filopon (FC Grenoble Amazones)
- Gaëlle Hermet (Stade toulousain)
- Clara Joyeux (Blagnac rugby féminin)
- Maëlia Lapoujade (Stade toulousain)
- Fiona Lecat (Stade toulousain)
- Valentine Lothoz (Stade rennais rugby)
- Maëla Mancip (Stade toulousain)
- Andréa Marcial (Montpellier HR)
- Romane Ménager (Lille MRCV)
- Léa Murie (Stade bordelais ASPTT)
- Manon Pujol (Stade toulousain)
- Charlotte Rufas (Stade toulousain)
- Charlotte Torres Duxans (Blagnac rugby féminin)
- Maïlys Dhia Traoré (Stade toulousain)
- Gabrielle Vernier (Lille MRCV)
- Lucie Vinacua (Stade bordelais ASPTT)

#### Pôle France 2020-2021
- Rose Bernadou (Montpellier HR)
- Axelle Berthoumieu (Blagnac rugby féminin)
- Océane Bordes (Stade toulousain)
- Emilie Boulard  (RC Chilly-Mazarin)
- Yllana Brosseau (AC Bobigny 93)
- Marie-Aurélie Castel (Stade rennais rugby)
- Alexandra Chambon (FC Grenoble)
- Alycia Christiaens (Lille MRCV)
- Mélanie Daumalle  (RC Chilly-Mazarin)
- Célia Domain (Blagnac rugby féminin)
- Marie Dupouy (Blagnac rugby féminin)
- Charlotte Escudero (Blagnac rugby féminin)
- Manae Feleu (FC Grenoble)
- Teani Feleu (FC Grenoble)
- Sandy Goram (Blagnac rugby féminin)
- Lucy Hapulat (AC Bobigny 93)
- Assia Khalfaoui (Stade bordelais ASPTT)
- Louise Lavabre (Stade bordelais ASPTT)
- Léa Lenoir (Montpellier HR)
- Coco Lindelauf (Blagnac rugby féminin)
- Mélissande Llorens (Blagnac rugby féminin)
- Maela Mancip (Stade toulousain)
- Lou Noel (AC Bobigny 93)
- Léa Peucheret (Lyon OU rugby)
- Lina Queyroi (Blagnac rugby féminin)
- Chloé Sanz (Blagnac rugby féminin)
- Mabinty Sylla (Blagnac rugby féminin)
- Tearrere Tetua (Blagnac rugby féminin)
- Mouna Toure (ASM Romagnat)
- Shanone Van Peuter (FC Grenoble)